# Superradiance
La superradiance est une émission de rayons lumineux faite de manière cohérente par des atomes excités. La radiance absolue de cette émission est alors très supérieure au minimum moyen {\displaystyle h\nu ^{3}/c^{2}} donné par la loi de Planck définie pour un corps noir de température T comme :
{\displaystyle I_{\nu }={\frac {h\nu ^{3}}{c^{2}}}[1+{\frac {2}{\exp(h\nu /kT_{P})-1}}]}.

## Historique
C'est Yakov Zel’dovitch qui décrivit le premier ce phénomène et Robert Dicke qui la formula mathématiquement en 1954. Ensuite c'est Igor Novikov alors à l’Université de Moscou qui médiatisa cette théorie.

### Explications
(mai 2013).
Sa qualité peut être largement améliorée en utilisant un vocabulaire plus directement compréhensible.
Cette radiance est conservée pour un rayon sortant du corps noir dans un milieu transparent, définissant la température de Planck {\displaystyle T_{P}} d'un rayon à partir de sa radiance absolue et de sa fréquence. Un milieu possédant deux niveaux dont l'énergie diffère de  {\displaystyle h\nu }, amplifie un rayon lumineux de fréquence {\displaystyle \nu } si la température de Boltzmann {\displaystyle T_{B}} du milieu à cette fréquence est négative ou supérieure à {\displaystyle T_{P}}. Dans ce cas, le coefficient d'Einstein {\displaystyle B} est positif .
Cette amplification est proportionnelle à {\displaystyle B}, à la radiance absolue initiale et au chemin infinitésimal d{\displaystyle x} parcouru dans le milieu. Si la radiance finale est voisine de la radiance minimale {\displaystyle h\nu ^{3}/c^{2}} calculée par la loi de Planck, elle est dite d'émission spontanée. À l'opposé, si la radiance finale est très supérieure à {\displaystyle h\nu ^{3}/c^{2}}, il y a superradiance.
En conséquence, localement, un rayon ayant initialement une radiance élevée absorbe beaucoup plus d'énergie qu'un rayon faible. L'absorption d'énergie abaissant généralement la température de Boltzmann, l'amplification des rayons faibles devient négligeable : c'est la compétition des modes optiques.
Dans un laser, un résonateur produit une superradiance intense, seuls subsistent des modes optiques appartenant à un système de modes orthogonaux entre eux.
En astrophysique, l'existence de nuages d'hydrogène à basse pression et partiellement ionisés au voisinage d'astres très chauds conduit à une température de Boltzmann très élevée des atomes, en particulier à la fréquence Lyman alpha. Il apparait donc des superradiances intenses.
Une étoile très chaude ionise complètement en protons et électrons une sphère de Strömgren entourée d'une coquille fortement amplificatrice de la radiance des rayons tangents à la sphère de Strömgren. Les systèmes étant imparfaits, on observe des arcs lumineux, des colliers de perles comme IPHASXJ194359.5+170901 ou la croix d'Einstein. Les trois colliers de perles de la supernova SN 1987A correspondent aux limbes d'une sphère de Strömgren étranglée en forme de sablier.